# 希爾冰原島峰
84°0′S 54°45′W / 84.000°S 54.750°W
希爾冰原島峰（英語：Hill Nunatak）是南極洲的冰原島峰，位於伊利沙伯女皇地，處於甘巴科塔峰東北面15公里，屬於彭薩科拉山脈中尼普頓山脈的一部分，在1956年1月13日由美國海軍發現和拍攝照片，現時由南極條約體系管理。